# Bismuto nativo
El bismuto nativo es un mineral de la clase de los elementos nativos, dentro del grupo del arsénico, conocido desde antiguo, y que ya fue descrito por Agricola. Se considera como localidad tipo Scheneeberg, en Sajonia (Alemania), zona minera en la que se ha encontrado en al menos 18 yacimientos.

## Propiedades físicas y químicas
El bismuto nativo tiene brillo metálico, un plano de exfoliación perfecta según {0001}, y otro bueno según {1011}. Aparece como masas cristalinas y, con mucha frecuencia como crecimientos esqueléticos. El color presenta siempre un tinte rosado o marrón claro, muy característico.
Químicamente es bismuto, con pequeñas cantidades de otros elementos, especialmente antimonio, y también a veces trazas de arsénico, azufre, hierro y telurio.

## Yacimientos
El bismuto nativo se encuentra en filones hidrotermales asociado a minerales de cobalto, níquel, plata y estaño, y también en pegmatitas graníticas complejas. Se conoce en alrededor de 1500 yacimientos, pero aunque sería una mena óptima de bismuto, solamente se ha encontrado en cantidades explotables en muy pocas en comparación con la bismutita y bismutina.
Un yacimiento notable, por la forma de presentarse, es el depósito formado por una morrena glaciar en el río Vilaque, en la provincia de Los Andes (Bolivia), que ha sido explotado para oro pero recuperando también bismuto, como cantos rodados de hasta 3 kg de peso.En Bolivia se encontró en grandes cantidades en la mina de Tazna, Potosí, en la década de 1960. En España, el bismuto nativo, que era el mineral de bismuto más abundante, fue explotado entre 1931 y 1972 en la mina La Espuela de San Miguel, en Villanueva de Córdoba (Córdoba). Aparece en forma de agregados de cristales esqueléticos. Se ha encontrado como cristales grandes y relativamente bien formados en las minas de Wolfram Camp, en Mareeba Shire (Queensland)  Australia.